# Corea del Sud ai Giochi della XXIV Olimpiade
La Corea del Sud partecipò ai Giochi della XXIV Olimpiade, svoltisi a Seul, Corea del Sud, dal 17 settembre al 2 ottobre 1988, con una delegazione di 401 atleti impegnati in ventisette discipline.

## Risultati

### Pallanuoto
| Atleta | Classifica |                          |
| --- | --- | ------------------------ |
| V · D · M Nazionale maschile sudcoreana di pallanuoto · Giochi olimpici - Seul 1988 1 Lee J.S. · 2 Chang · 3 Kim S.E. · 4 Yoo · 5 Kim K.C. · 6 Kim J.Y. · 7 Choi · 8 Kim K.H. · 9 Kim J.T. · 10 Song · 11 Hong · 12 Lee T.W. · 13 Park · CT : Kim Jong-ku | 12° |                          |
| Nazionale maschile sudcoreana di pallanuoto · Giochi olimpici - Seul 1988 | |                          |
| 1 Lee J.S. · 2 Chang · 3 Kim S.E. · 4 Yoo · 5 Kim K.C. · 6 Kim J.Y. · 7 Choi · 8 Kim K.H. · 9 Kim J.T. · 10 Song · 11 Hong · 12 Lee T.W. · 13 Park · CT: Kim Jong-ku                                                                                      | 1 Lee J.S. · 2 Chang · 3 Kim S.E. · 4 Yoo · 5 Kim K.C. · 6 Kim J.Y. · 7 Choi · 8 Kim K.H. · 9 Kim J.T. · 10 Song · 11 Hong · 12 Lee T.W. · 13 Park · CT: Kim Jong-ku | Corea del Sud (bandiera) |